# Lee Chan-dong
Đây là một tên người Triều Tiên, họ là Lee.
Lee Chan-dong (tiếng Hàn: 이찬동; sinh ngày 10 tháng 1 năm 1993) là một cầu thủ bóng đá Hàn Quốc thi đấu ở vị trí tiền vệ thi đấu cho Jeju United ở K League 1.

## Sự nghiệp
Anh được lựa chọn bởi Gwangju FC ở đợt tuyển quân K League 2014.

### Quốc tế
Lee là thành viên của đội hình Hàn Quốc tham gia Cúp bóng đá Đông Á 2015.

## Thống kê câu lạc bộ
Tính đến 19 tháng 6 năm 2016
| Câu lạc bộ          | Mùa giải            | Giải vô địch | Giải vô địch | Cúp FA  | Cúp FA    | Châu lục | Châu lục  | Tổng    | Tổng      |
| Câu lạc bộ          | Mùa giải            | Số trận      | Bàn thắng    | Số trận | Bàn thắng | Số trận  | Bàn thắng | Số trận | Bàn thắng |
| ------------------- | ------------------- | ------------ | ------------ | ------- | --------- | -------- | --------- | ------- | --------- |
| Gwangju FC          | 2014                | 33           | 1            | 3       | 0         | 0        | 0         | 36      | 1         |
| Gwangju FC          | 2015                | 30           | 0            | 1       | 0         | 0        | 0         | 31      | 0         |
| Gwangju FC          | 2016                | 14           | 0            | 0       | 0         | 0        | 0         | 14      | 0         |
| Tổng cộng sự nghiệp | Tổng cộng sự nghiệp | 77           | 1            | 4       | 0         | 0        | 0         | 81      | 1         |